# Berzano di San Pietro
Berzano di San Pietro ist eine Gemeinde in der italienischen Provinz Asti (AT), Region Piemont.

## Lage und Einwohner
Berzano di San Pietro liegt knapp 40 km nordwestlich von der Provinzhauptstadt Asti entfernt. Das Gemeindegebiet umfasst eine Fläche von 7 km² und hat 407 (Stand 31. Dezember 2023) Einwohnern. Die Nachbargemeinden sind Albugnano, Aramengo, Casalborgone, Cinzano und Moncucco Torinese.

## Geschichte
Die ursprüngliche Form des Namens ist Briscianum, abgeleitet von einem galloromanischen Personennamen. Der Ort wird seit 1148 urkundlich erwähnt und wurde 1226 unter die Oberherrschaft der Markgrafen von Monferrato gestellt, während er im Besitz der Canonica di Vezzolano war. Im Jahr 1631 kam es unter savoyische Herrschaft.
Das wichtigste architektonische Bauwerk der Stadt ist zweifellos die Kirche San Giovanni Battista, die an der Stelle eines früheren Baus errichtet wurde und in der Apsis noch romanische Spuren aufweist. Interessant ist auch die Kapelle der Heiligen Dreifaltigkeit, die am Ortseingang zu finden ist. Von der alten Burg, die seit 1179 bezeugt wurde, sind im 19. Jahrhundert nur noch wenige Spuren erhalten. Heute sind die einzigen Spuren dieser Festung in den alten Katasterkarten zu finden.

## Kulinarische Spezialitäten
In Berzano di San Pietro werden Reben der Sorte Barbera für den Barbera d’Asti, einen Rotwein mit DOCG Status angebaut.

## Städtepartnerschaften
- Tașca
- Țețchea
- Gluda
- Petritsi-Kerkini-Eraclia